# Pellkartoffel

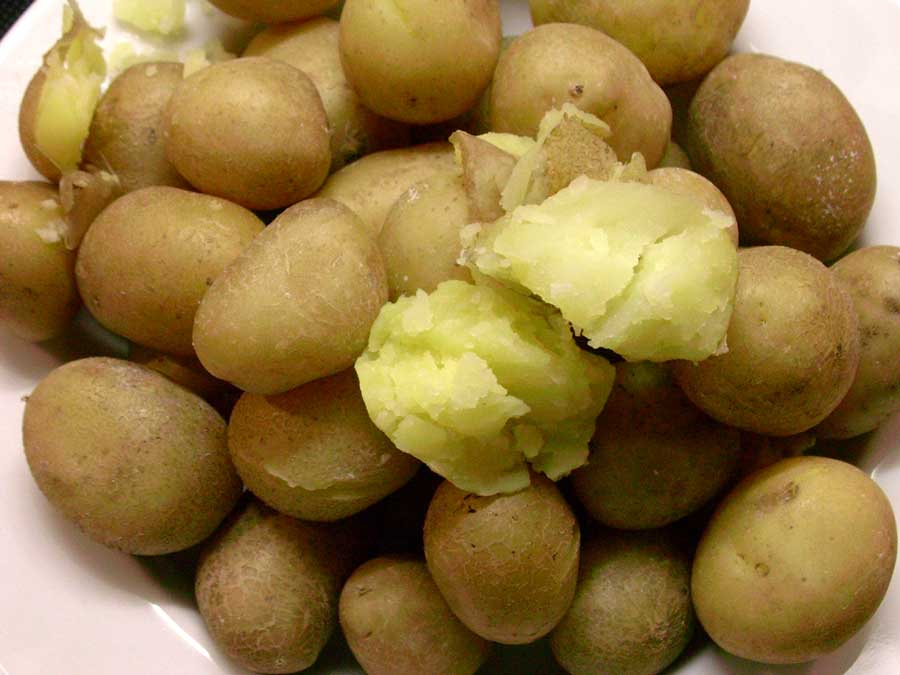
Frisch gekochte Pellkartoffeln

Pellkartoffeln (im Rheinland Quellmänner, in Hessen auch Quellkartoffeln, im Saarland Quellesjer, in der Pfalz Gequellde, in der Oberlausitz Ganze Abern, in Österreich meist nur gekochte Erdäpfel genannt, im Tiroler Oberland Schölfeler, in der Schweiz und in Süddeutschland Gschwellti) sind gekochte oder gedämpfte, ungeschälte Kartoffeln.
Pellkartoffeln stehen als schlichteste Zubereitungsform eines Grundnahrungsmittels auch symbolisch für ein frugales (bescheidenes und bodenständiges) Essen. Sie können jedoch auch geschält und weiterverarbeitet werden, z. B. zu Kartoffelsalat oder Gröstl.

## Gesundheit
Lange Zeit galt, das Garen in der Schale (oder eben der Pelle) sorge für geringere Verluste an Geschmacks- und Nährstoffen als bei roh geschälten Kartoffeln (insbesondere Salzkartoffeln). Dem gegenüber stehen neuere Erkenntnisse, die das relativieren. So verteilen sich die Vitamine recht gleichmäßig über die Knolle. Zusätzlich bergen die nur dünn geschälten Pellkartoffeln die Gefahr, den bei überlagerten, sogenannten „grünen Kartoffeln“, vermehrt auftretenden Giftstoff Solanin in den menschlichen Körper aufzunehmen. Dies ist besonders für Kinder und Schwangere gefährlich.

## Pellkartoffel als Speise
Verwendet werden meist kleine oder mittelgroße, festkochende oder vorwiegend festkochende Kartoffeln. Nach etwa 20 bis 30 Minuten (je nach Größe) Kochzeit oder 10 Minuten im Schnellkochtopf werden sie heiß serviert und erst am Tisch von der Schale befreit (gepellt). Die heiße Kartoffel wird beim Schälen mit einer Gabel aufgespießt, im Fachhandel gibt es auch spezielle Gabeln mit im Dreieck angeordneten Zinken, da die Kartoffeln bei Verwendung normaler Gabeln leicht auseinanderfallen. Diese werden Pellkartoffelgabeln oder -spieße genannt. Bei sehr jungen oder frisch geernteten Kartoffeln kann man auch die Schale mitessen.
Klassische, einfache Gerichte sind Pellkartoffeln mit Quark und Butter, pur mit Leberwurst, mit Leinöl oder mit Heringssalat. Pellkartoffeln bilden auch die Grundlage für weitere Gerichte wie Kartoffelsalat, Rösti, Kartoffelpüree, Kartoffelklöße und Bratkartoffeln.
Die Pellkartoffel wird in Deutschland vorwiegend als Beilage zu vielen verschiedenen Gerichten gegessen. Oft werden neue Kartoffeln gepellt und dann zeitnah zu Spargel mit Sauce hollandaise gegessen. Besonders eignet sich die Pellkartoffel zum Dippen in Quark, Currysauce oder einfach in heißer Butter.
Pellkartoffeln gehören zudem als generelle Beilage zu Quark mit Leinöl, einem traditionellen Gericht der sogenannten „armen Küche“ aus der Lausitz und insbesondere dem Spreewald, das aber auch in Sachsen und Schlesien anzutreffen war. Unter Einfluss der sorbischen Bevölkerung hat das Gericht in Sachsen bis zum Erzgebirge große Popularität erlangt und gilt heute als lokale Spezialität der Sächsischen Küche. Zudem gilt es als „Nationalgericht“ der Spreewälder, der Sorben und der Berliner. In der Oberlausitz werden sie zu Präglsaalz gegessen.

## Galerie

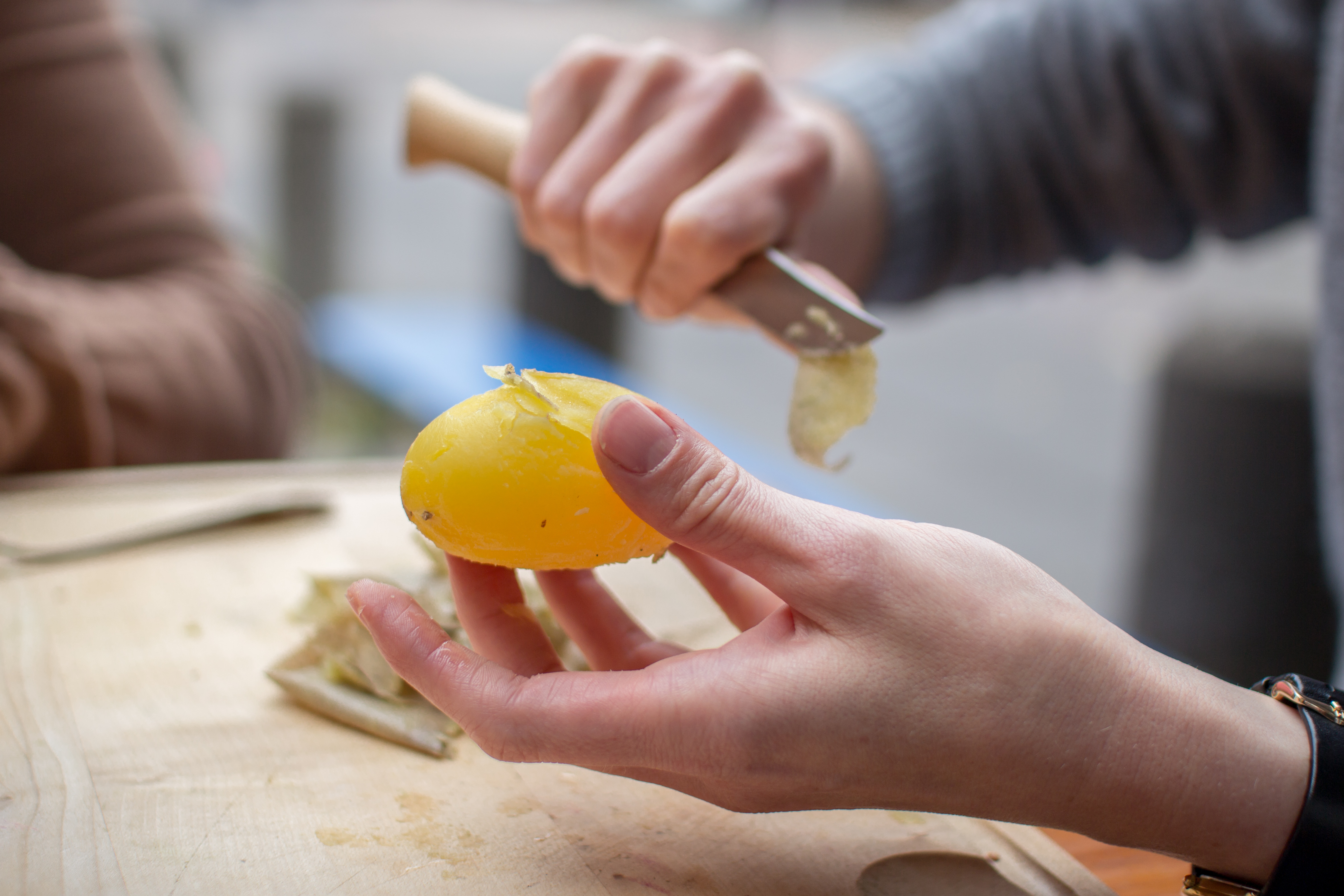
Schälen einer frisch gekochten Pellkartoffel
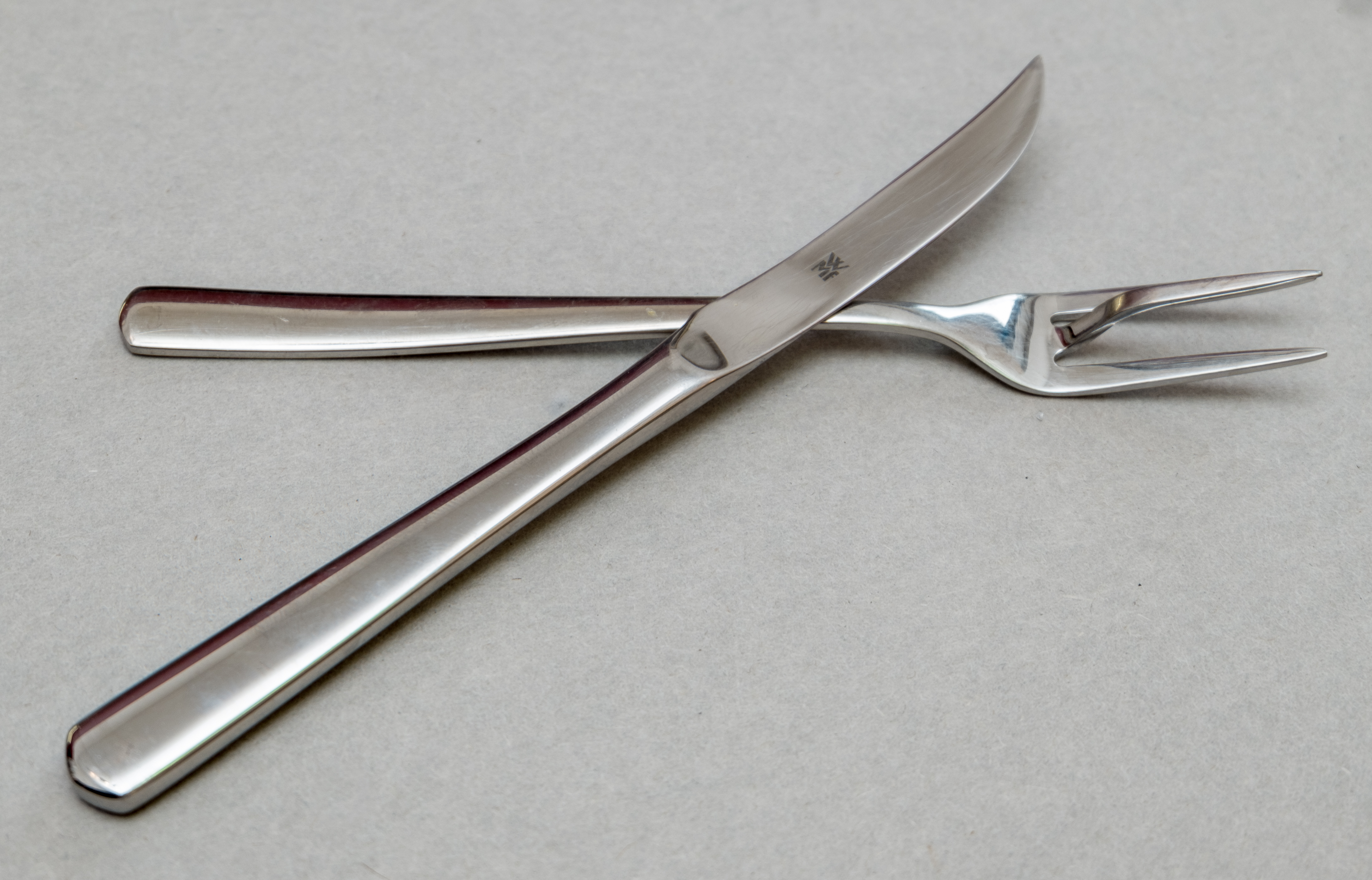
Pellkartoffelbesteck
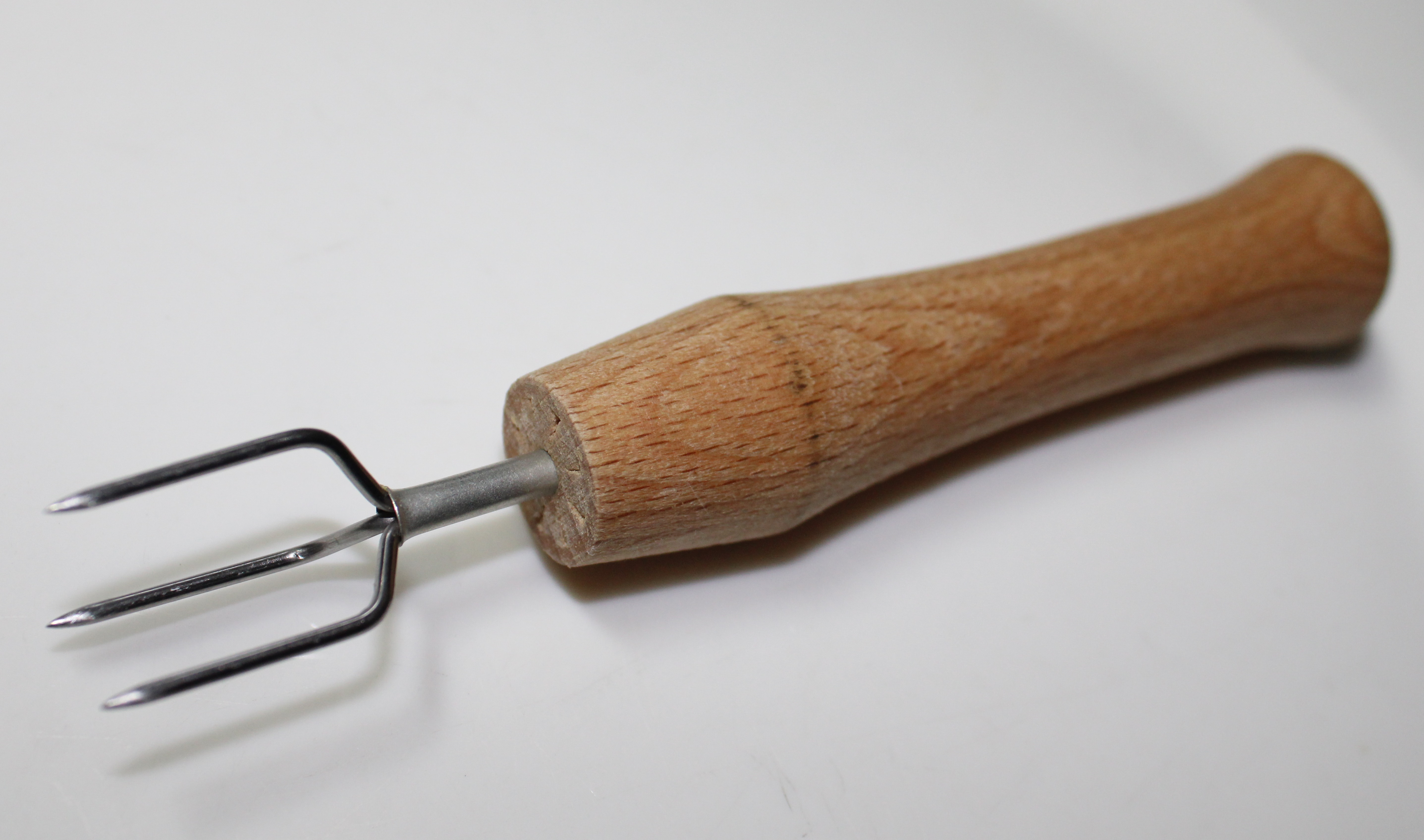
Pellkartoffelgabel
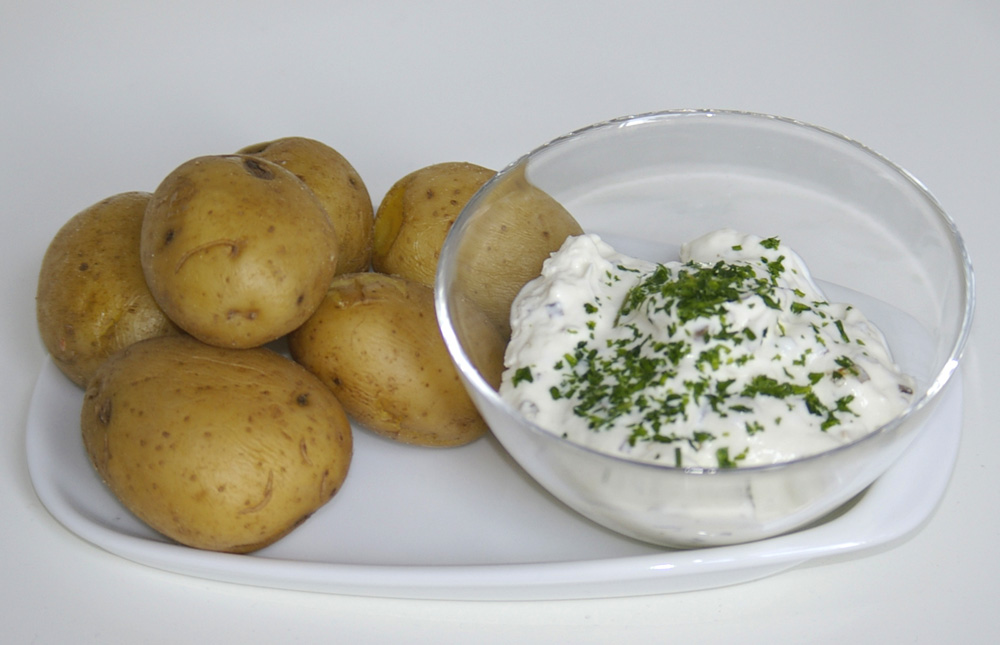
Klassisch: Pellkartoffeln mit Quark
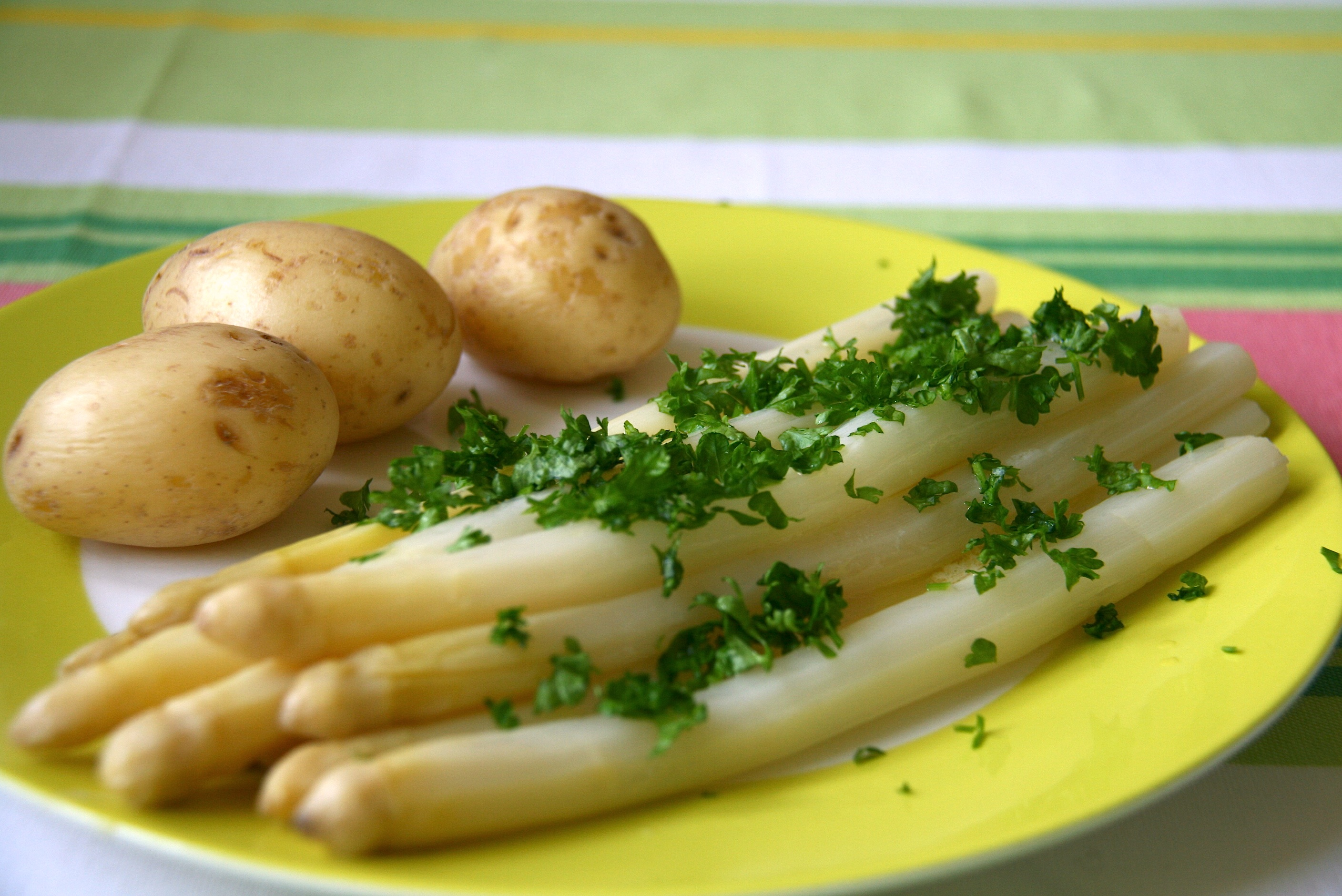
Pellkartoffeln als Beilage zu Spargel
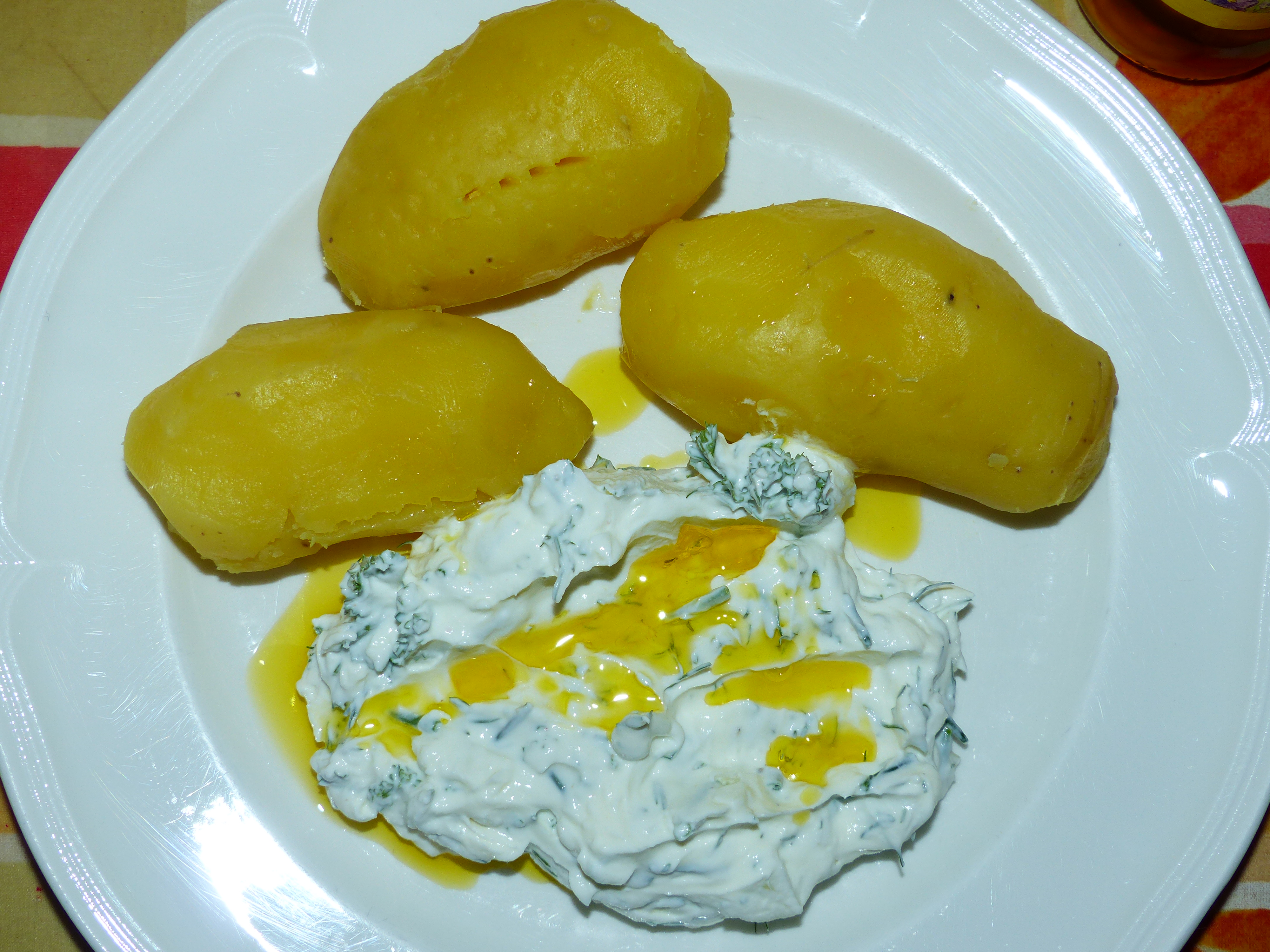
Pellkartoffeln als Beilage zu Kräuterquark mit Leinöl
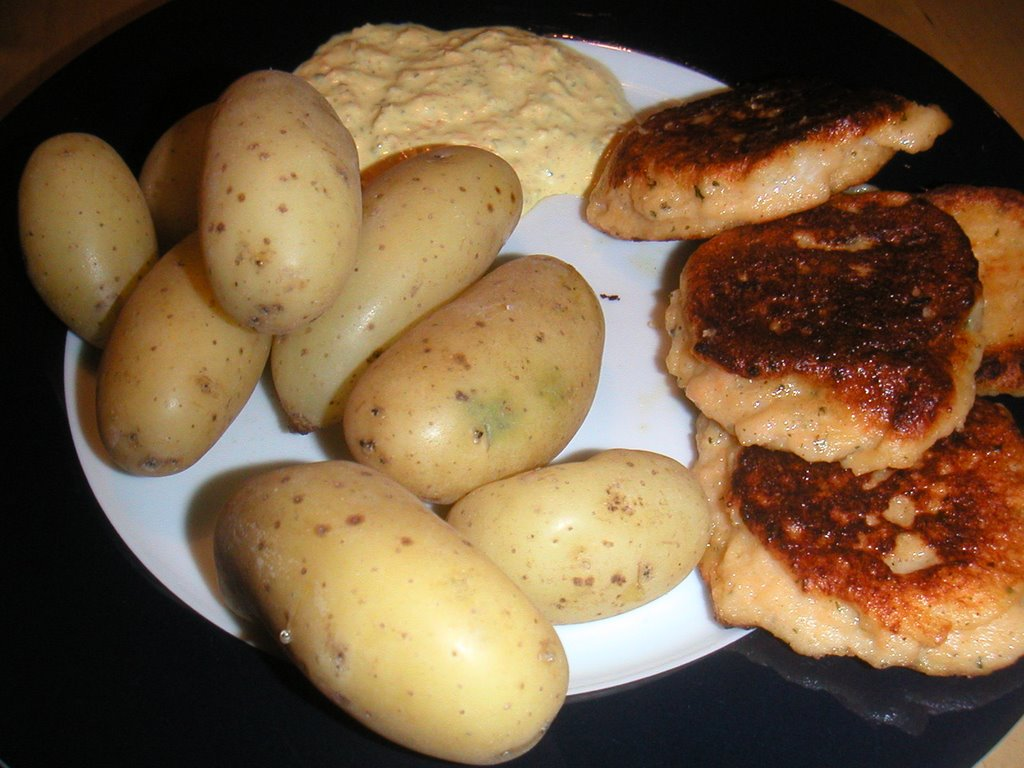
Skandinavisch: Pellkartoffeln mit Fischfrikadellen und Remoulade

## Zitate
- Ein Snob ist jemand, für den Hummer nur die Vorspeise zu einer Pellkartoffel ist. (Hans Clarin)
- Aus einem Bratkartoffelverhältnis wird manchmal eine Pellkartoffel-Hochzeit. (Volksmund)
- Joachim Ringelnatz widmete der Pellkartoffel das Gedicht Abschiedsworte an Pellka.[5]